# Myers's Rum

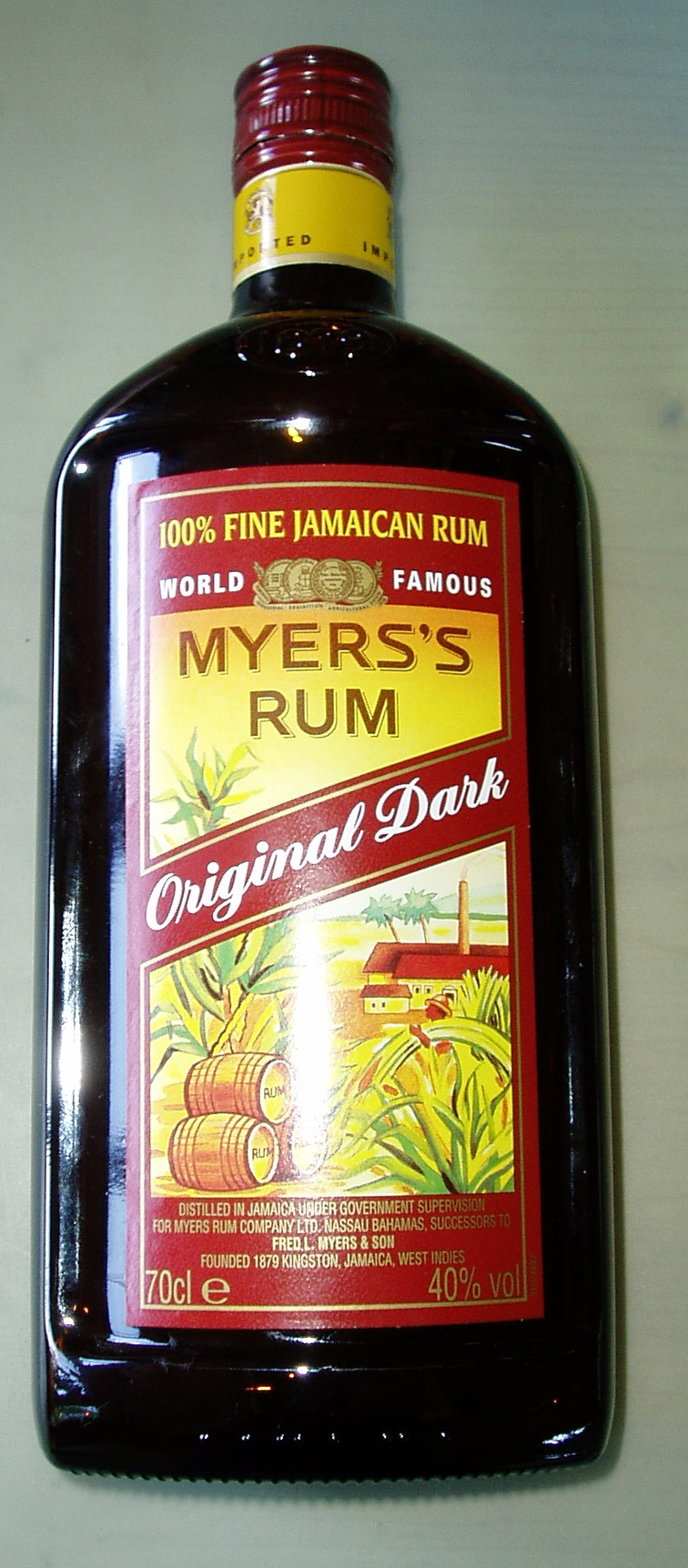
Myers's Original Dark Rum

Myers's Rum is een bekende rum van het Caraïbische eiland Jamaica. Het merk is vernoemd naar zijn oprichter Fred L. Myers. Het bedrijf is tegenwoordig eigendom van het multinationale drankenconcern Diageo. 
De rum wordt grotendeels betrokken van destilleerderijen van de National Rums of Jamaica Ltd. Myers is vooral bekend door zijn donkere rum (Original Dark), maar het verkoopt ook een witte rum (Myers's Platinum White Rum) en een 10 jaar oude rum (Myers's Legend ). 
In een donkere rum blijven enige restanten van de melasse achter, waardoor deze wat aromatischer en zoeter van smaak is dan een goudkleurige rum. De rums van Myers hebben na destillatie uit melasse van suikerriet gerijpt op eikenhouten vaten. Myers maakt blends van rums van twee tot meer dan 50 jaar oud. De gebruikte hoeveelheden oude rum zijn doorgaans gering.
Donkere rum wordt vaak gebruikt als ingrediënt in de keuken, in cocktails en mixdrankjes.